# Abutilon incanum
Abutilon incanum, cuyo nombre común es "hoary abutilon", pelotazo, pelotazo chico o tronadora, es un arbusto extendido por todas las regiones áridas y cálidas del suroeste de los Estados Unidos y el norte de México, así como Hawái.

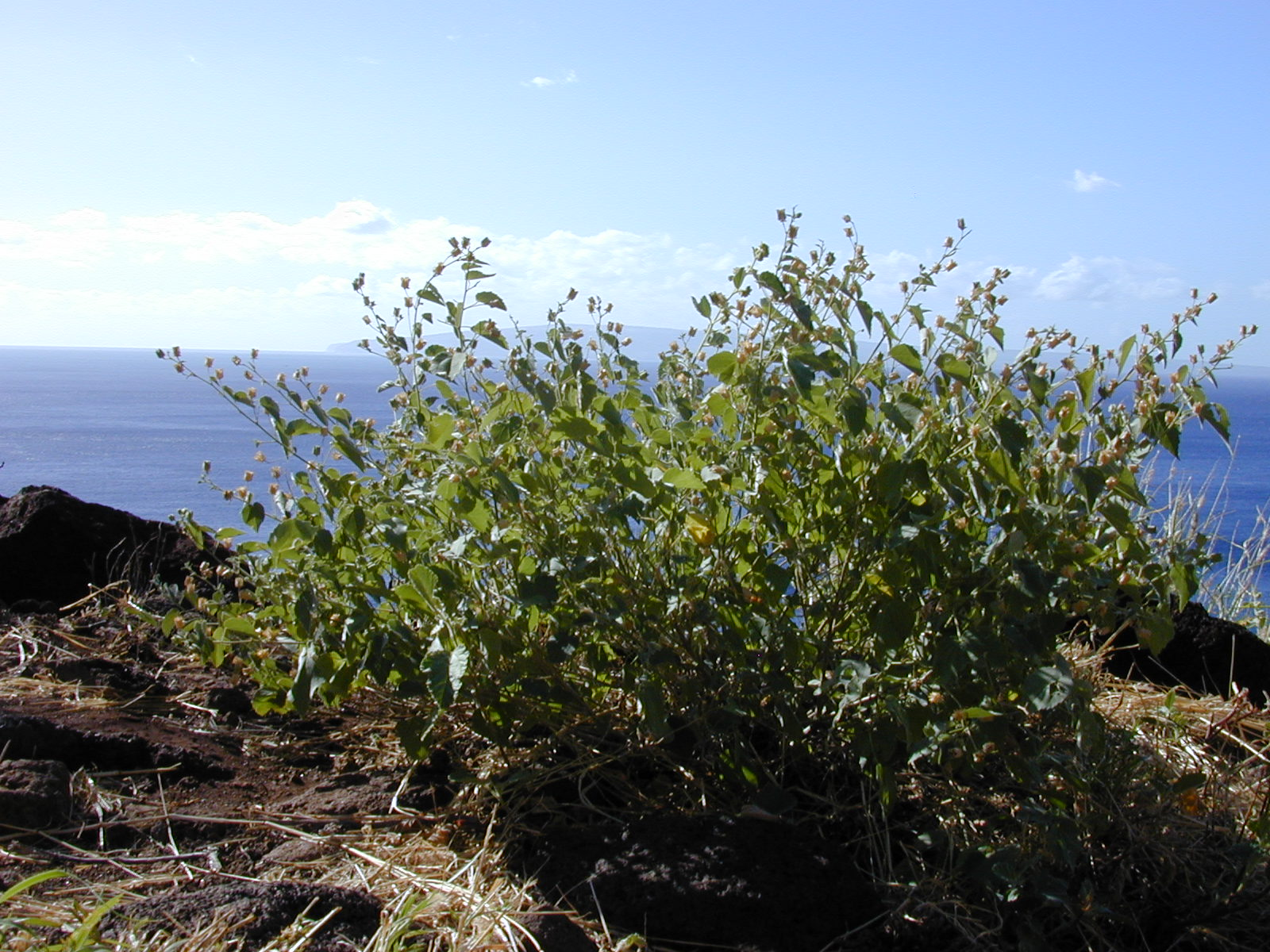
Vista de la planta

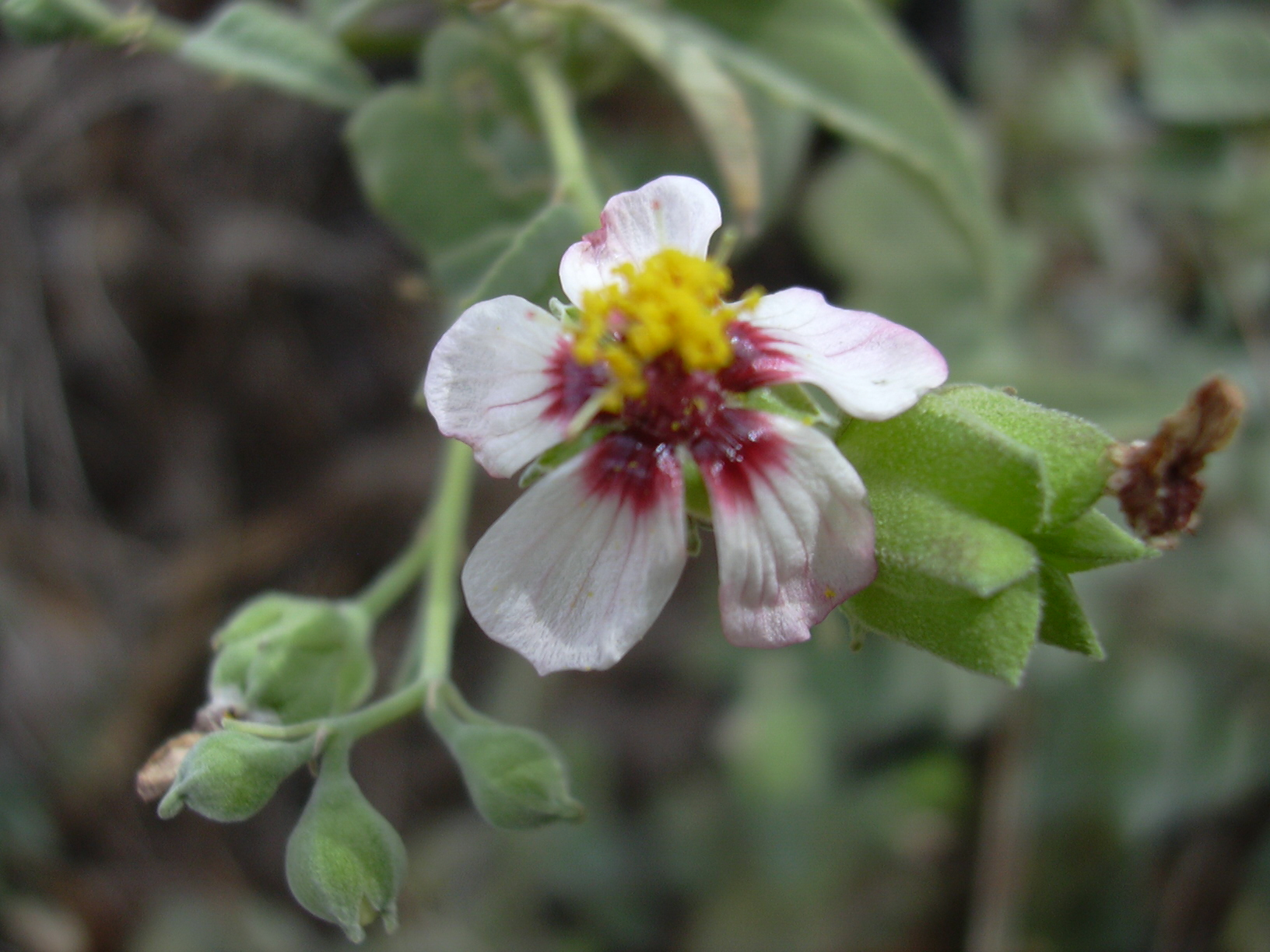
Flor

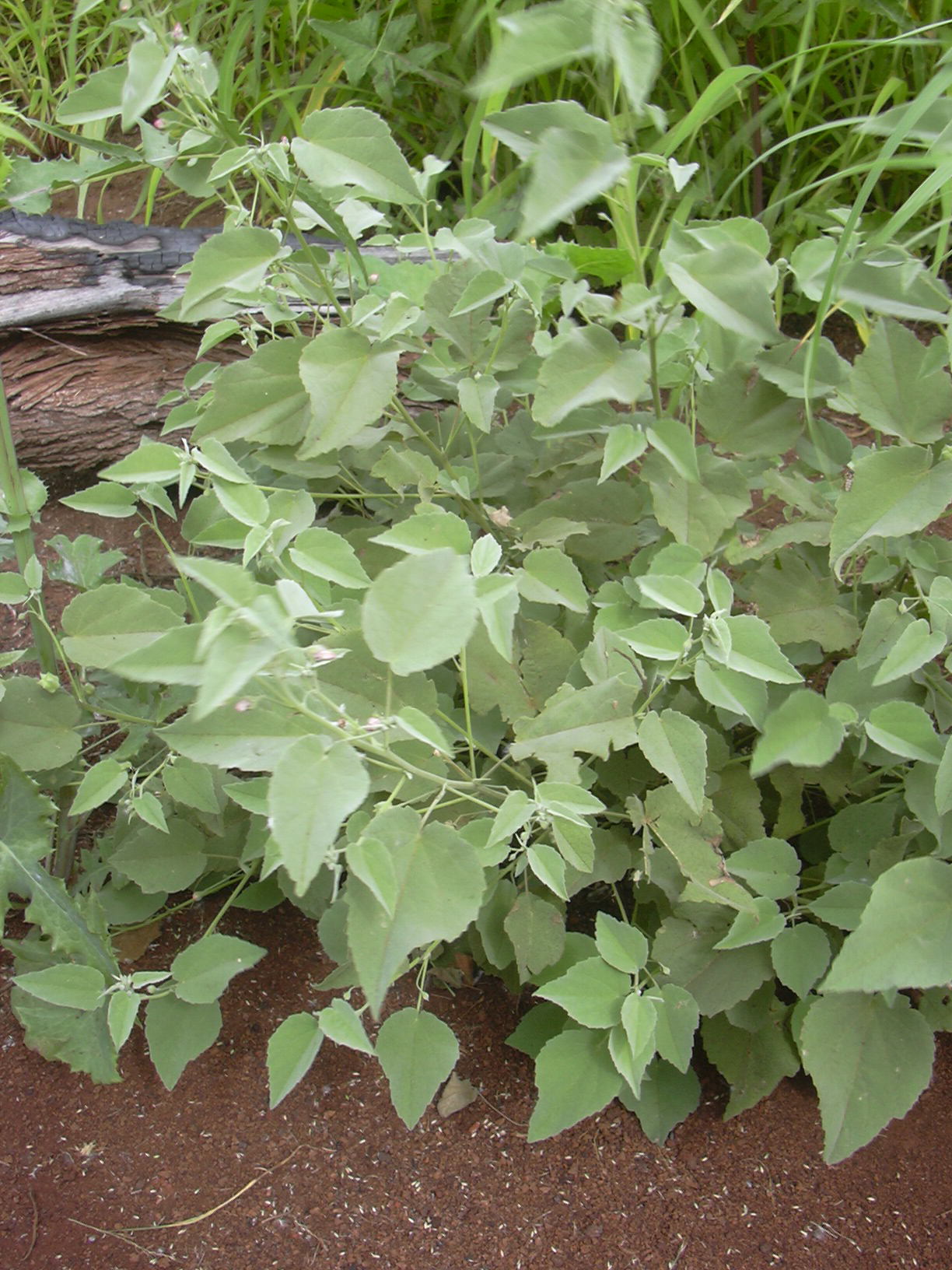
Hojas

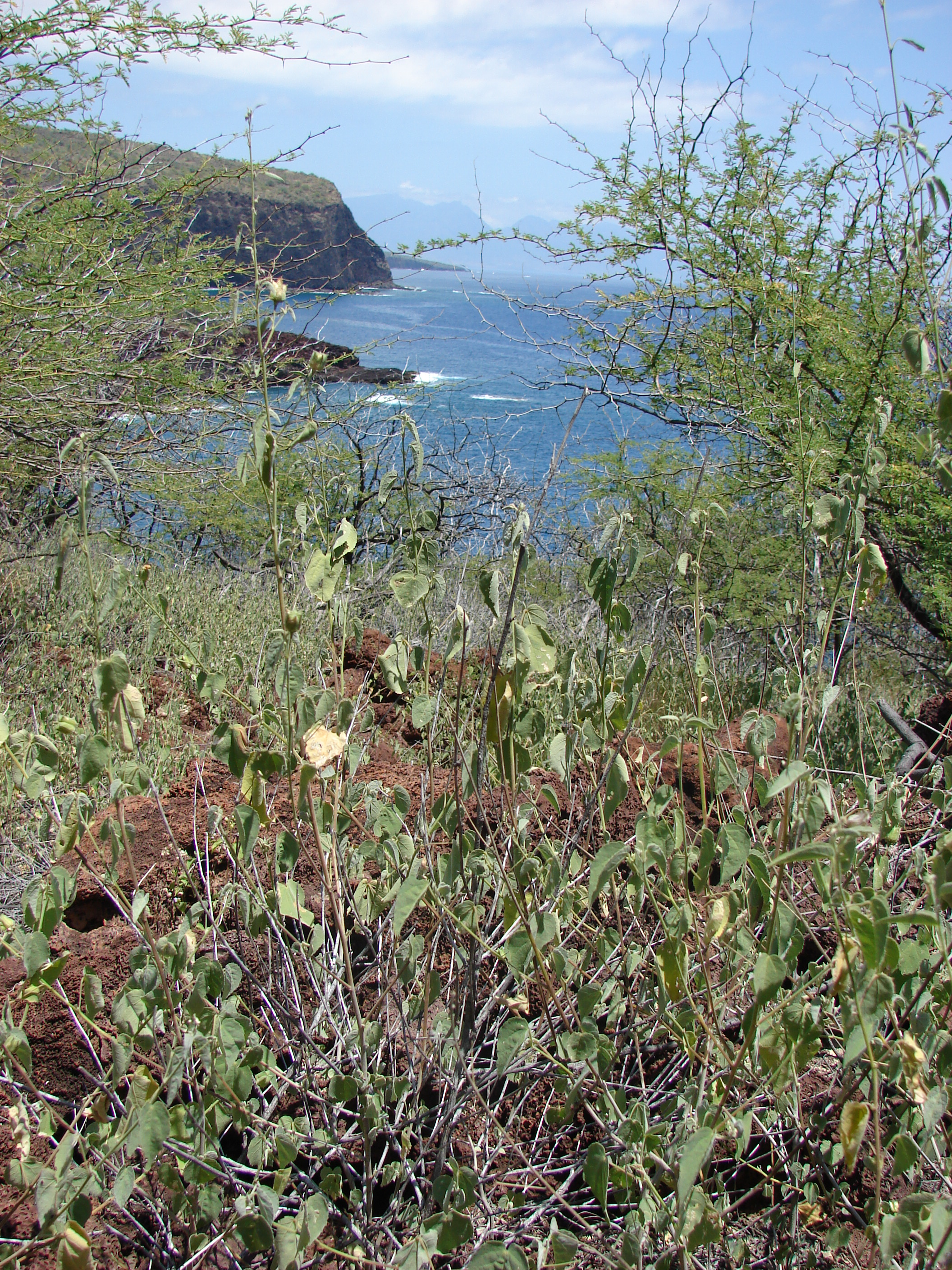
En su hábitat

## Descripción
Es un arbusto que alcanza entre 0.5 y 2 metros  de altura, sus hojas son aovadas a lanceoladas-ovales, con las márgenes onduladas y tamaños que van desde 0,5 hasta 3 centímetros de ancho y 1.5-6 centímetros de longitud. Las flores son solitarias con 5 pétalos de color naranja con manchas color marrón. Los frutos de 5-8 milímetros son cápsulas con 4-6 celdas.

## Distribución y hábitat
Se encuentra en las laderas rocosas y pisos de grava y brota en arroyos, en alturas de hasta 1.370 metros. Requiere de lluvia en la estación cálida e inviernos suaves, se encuentra en el Desierto de Sonora, pero no en el de Mojave. En Hawái, se pueden encontrar en los bosques secos y matorrales bajos desde el nivel del mar hasta 220 metros.

## Taxonomía
Abutilon incanum fue descrita por (Link) Sweet y publicado en Hortus Britannicus 1.53. 1826.
Etimología
Abutilon: nombre genérico que podría derivar del árabe abu tilun,  nombre de la "malva índica".
incanum: epíteto latíno que significa " de color gris, canoso".
Sinonimia
- Abutilon mochisense Hochr.
- Abutilon pringlei Hochr.
- Abutilon pringlei var. sinaloensis Hochr.
- Sida incana Link basónimo[3]